# 维尼厄-奥凯
维尼厄-奥凯（法語：Vigneux-Hocquet，法語發音：[viɲø ɔkɛ]）是法国上法蘭西大區埃纳省的一个市镇，属于拉昂区。

## 地理
维尼厄-奥凯（49°44'23"N, 3°59'29"E）面积13.72 平方千米，位于法国上法蘭西大區埃纳省，该省份为法国北部内陆省份，北起北部省，西接索姆省和瓦兹省，东临阿登省和马恩省，西南至塞纳-马恩省，东北部与比利时接壤。
与维尼厄-奥凯接壤的市镇（或旧市镇、城区）包括：阿尼库尔和塞谢勒、蒂耶拉什地区布赖、绍尔斯、达尼朗贝西、楠塞勒拉库尔、雷讷瓦勒、塔沃和蓬塞里库尔。

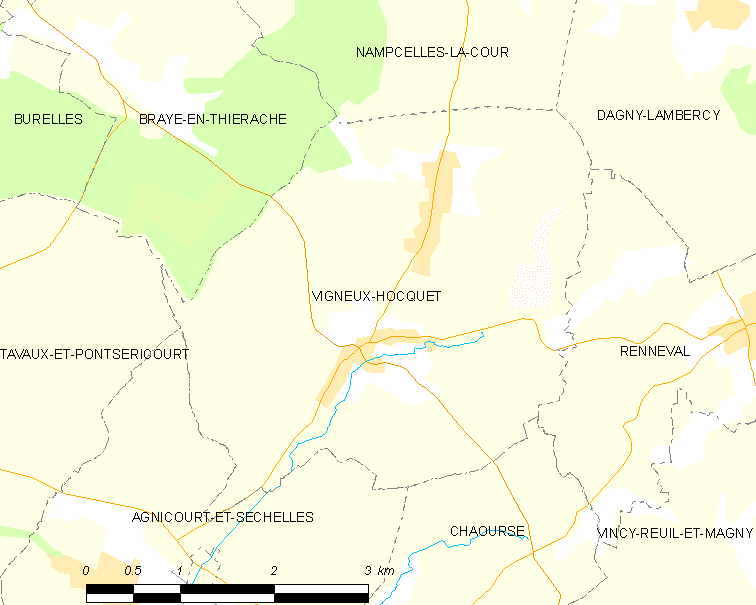
维尼厄-奥凯的OSM定位图

维尼厄-奥凯的时区为UTC+01:00、UTC+02:00（夏令时）。

## 行政
维尼厄-奥凯的邮政编码为02340，INSEE市镇编码为02801。

## 政治
维尼厄-奥凯所属的省级选区为韦尔万县。

## 人口

1962-2008年间维尼厄-奥凯人口变化图示

维尼厄-奥凯于2022年1月1日时的人口数量为266人。